# Sławomir Gortych
Sławomir Gortych (ur. 23 czerwca 1997 w Lubaniu) – polski pisarz i lekarz stomatolog.
Autor cyklu powieści kryminalnych „Karkonoska seria kryminalna”, których akcja rozgrywa się w Karkonoszach.

## Życiorys
Absolwent wydziału stomatologicznego Uniwersytetu Medycznego we Wrocławiu. Prowadzi blog „Zagubiony w Karkonoszach”. Mieszka i pracuje w Bolesławcu.

## Książki
Karkonoska seria kryminalna
- Schronisko, które przestało istnieć (2022, Wydawnictwo Dolnośląskie)
- Schronisko, które przetrwało (2023, Wydawnictwo Dolnośląskie)
- Schronisko, które spowijał mrok (2024, Wydawnictwo Dolnośląskie)
- Schronisko, które zostało zapomniane (2025, Wydawnictwo W.A.B.)

## Nagrody i nominacje
- Schronisko, które przestało istnieć – Książka Roku portalu Lubimyczytać.pl w kategorii Debiut (2023)[1][2]
- Schronisko, które przetrwało – Książka Roku portalu Lubimyczytać.pl w kategorii Kryminał, Sensacja, Thriller (2024)[1][2]
- Schronisko, które przestało istnieć, Schronisko, które przetrwało – tytuł Książki Górskiej Roku 2023 podczas Festiwalu Górskiego im. Andrzeja Zawady w Lądku-Zdroju[4]
- Polsko-niemiecka Karkonoska Nagroda Literacka (nagroda specjalna)[5]
- Tytuł Osobowość roku 2023 miasta Jelenia Góra[6]
- Schronisko, które spowijał mrok – tytuł Książki Górskiej Roku 2024 podczas Festiwalu Górskiego im. Andrzeja Zawady w Lądku-Zdroju
- Schronisko, które spowijał mrok – Książka Roku portalu Lubimyczytać.pl w kategorii Kryminał, Sensacja, Thriller (2025)[7]

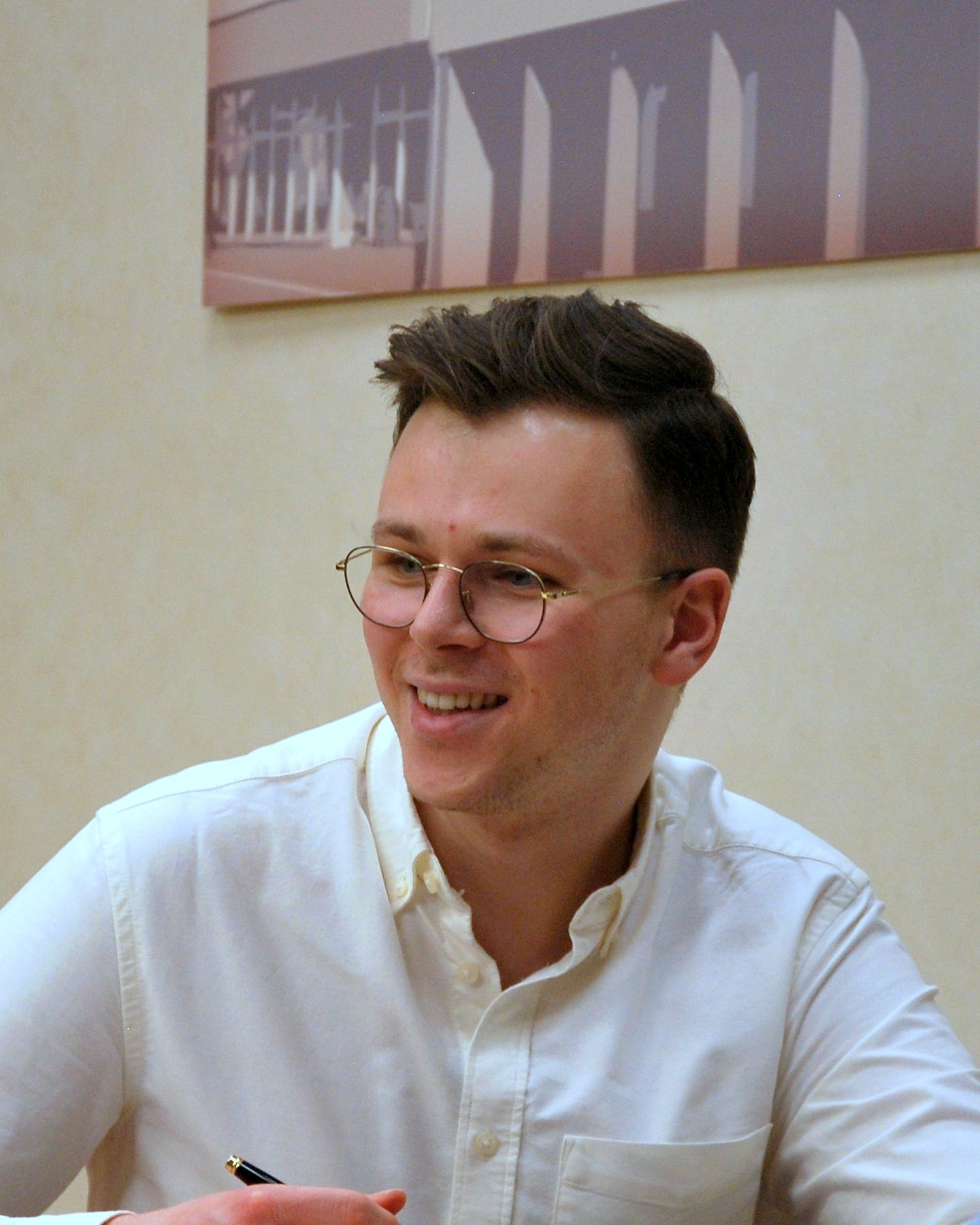
Sławomir Gortych w Łodzi
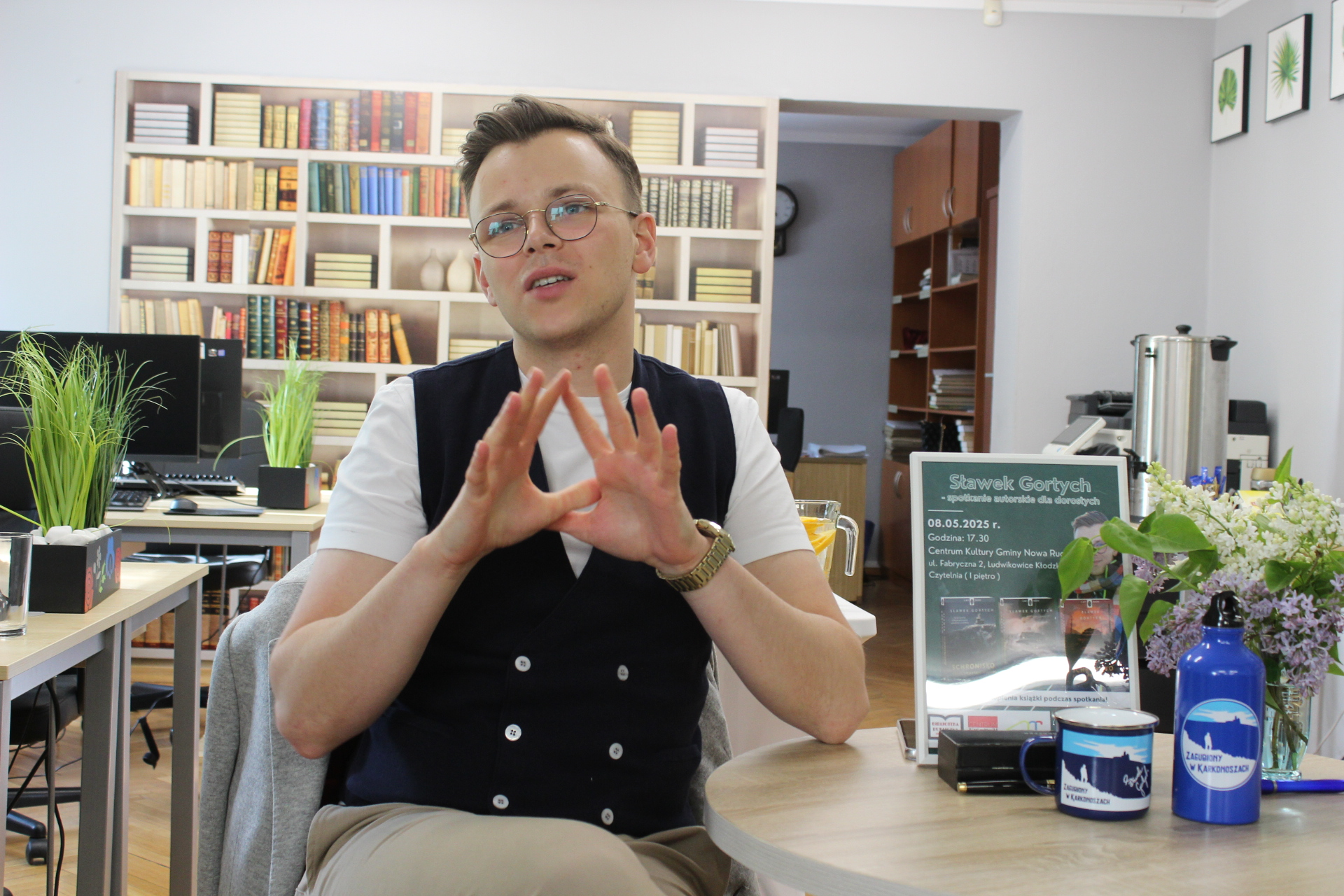
Sławomir Gortych w Ludwikowicach Kł.